# Achsschenkel

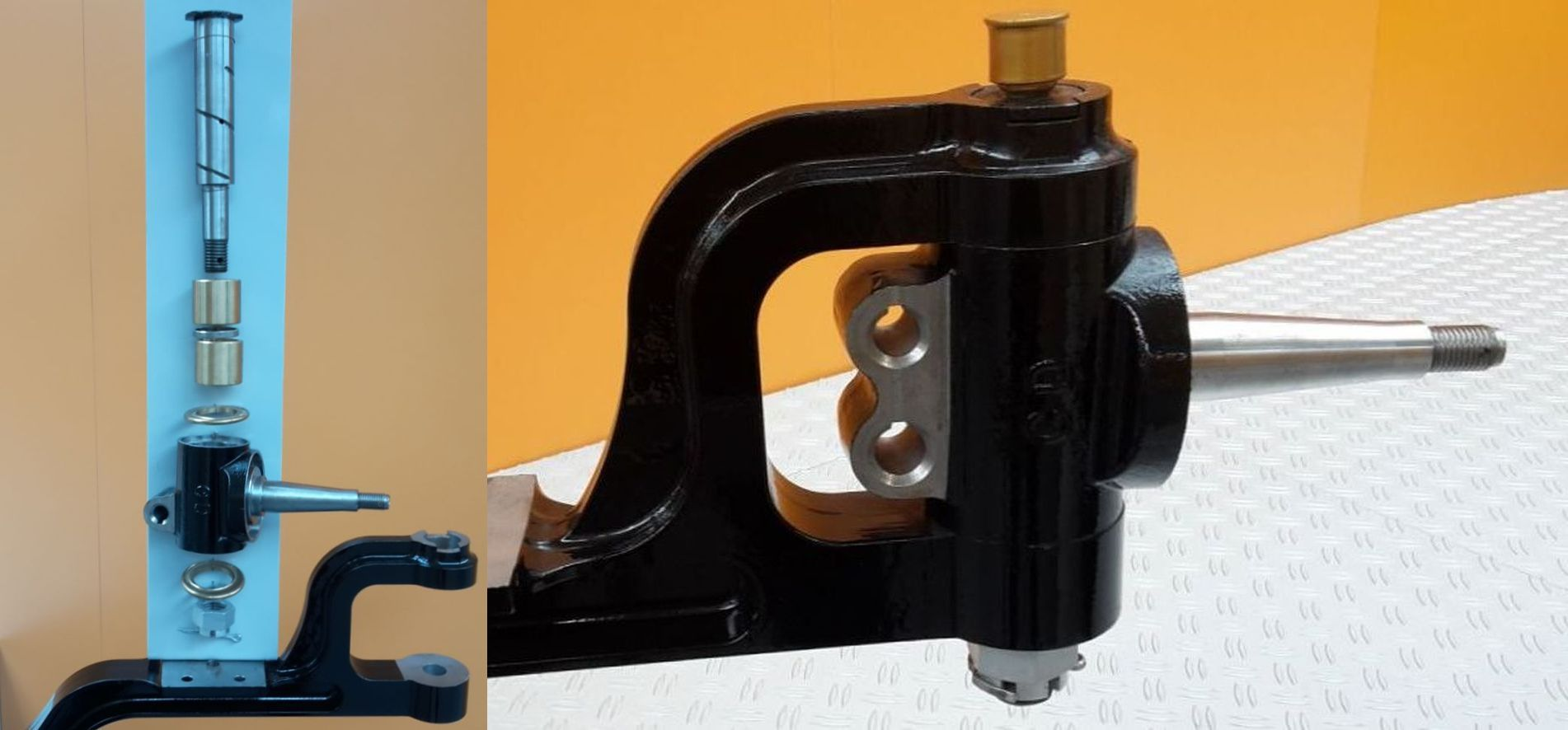
Achsschenkel in Einzelteilen und montiert in Starrachse (Gabelachse)

Als Achsschenkel werden die bei der Achsschenkellenkung um eine nahezu vertikale Achse schwenkbaren Radträger bezeichnet.

## Bauarten und ihre Entwicklung

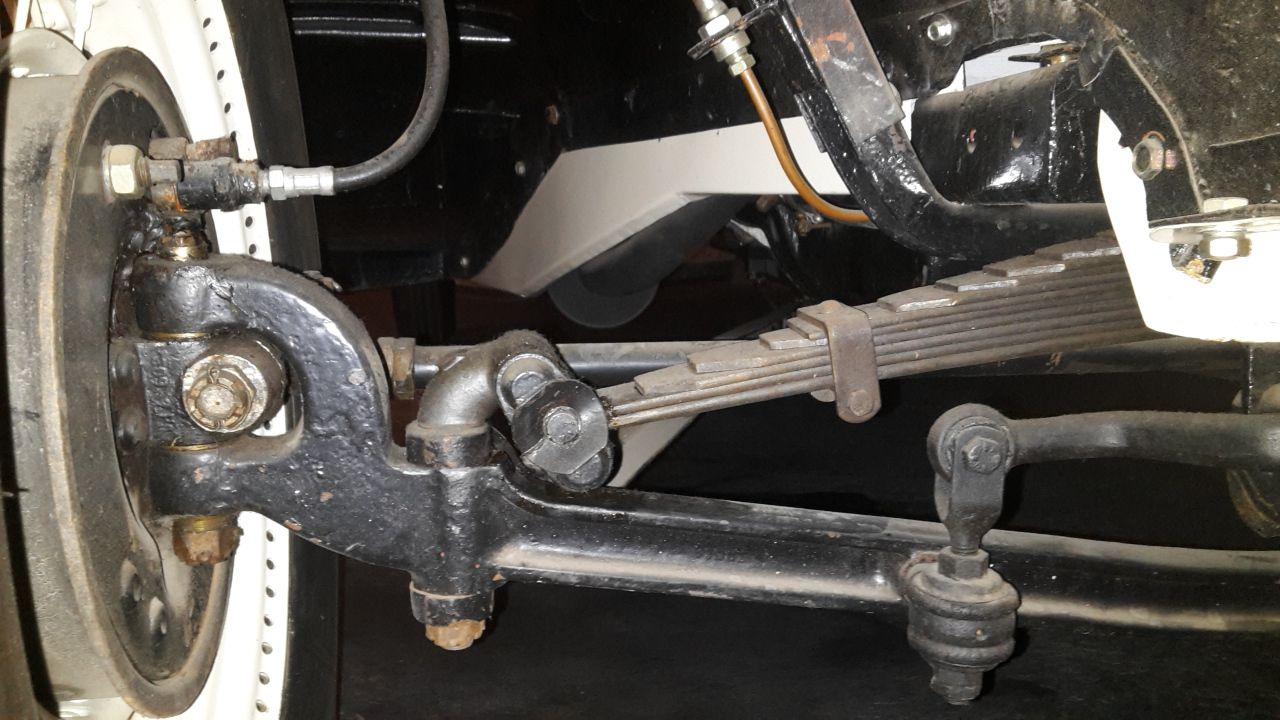
Achsschenkel mit faustförmigem Anschlussstück. Achsschenkel schwenkbar mittels senkrechtem „Achsschenkelbolzen“ an die Starrachse („Gabelachse“) angeschlossen,
Horch-Museum in Zwickau

Die Erfindung der Achsschenkellenkung bedeutete, die äußeren, radtragenden Teile nicht mehr fest an der vorderen – damals noch üblichen – Starrachse anzubringen, sondern schwenkbar. Die Achsschenkellenkung ist die Weiterentwicklung der Drehschemellenkung und wird bei Automobilen ausschließlich verwendet.

### Starrachsen

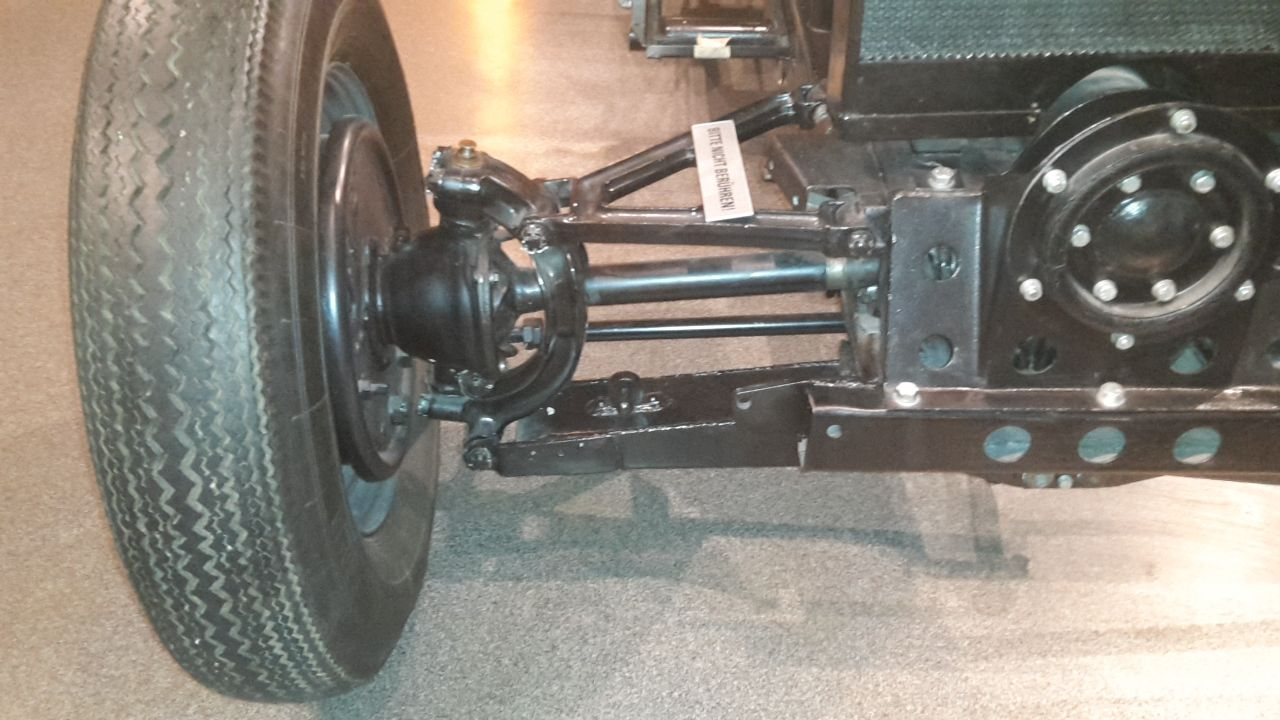
Einzel-Radaufhängung mit zwei Querlenkern eines angetriebenen Vorderrads. Horch-Museum Zwickau

Für nicht-angetriebene Achsen erhielt der jeweilige Achsstummel ein Anschlussteil, in das ein die Verbindung mit der Starrachse herstellender Gelenkbolzen (Achsschenkelbolzen) gesteckt wurde (siehe oben stehendes Bild). Das entsprechende Anschlussteil der Starrachse wurde vorwiegend faustförmig (einteilig, Faustachse), das des Achsschenkels gabelförmig (zweiteilig) ausgeführt. Seltener war die Gelenkelement-Umkehr: Faustform am Achsschenkel ↔ Gabelform an der Gabelachse (siehe Abbildung rechts).
Für angetriebene Achsen muss der Antrieb mitten durch das Schwenk-Gelenk die Antriebsachse zur Radnabe geführt werden. Als Starrachse wurde die Gabelachse verwendet. Aus dem Achsschenkelbolzen wurden zwei Bolzen (je einer für den oberen und den unteren Lagerteil). Das Anschlussstück am Achsschenkel wurde ebenfalls gabelförmig.
Bei der Lagerung der Radnabe fand eine Gelenkelement-Umkehr statt: Die Radnabe ist mit Wälzlagern nicht mehr auf einem Achsstummel gelagert, sondern in einem hülsenartigen Teil des Anschlussstücks. Der zur Lagerung gebrauchte Zapfen der Nabe ist für die Verbindung mit der Antriebswelle hohl (Drehmomentübertragung mittels Passverzahnung).

### Einzelradaufhängungen

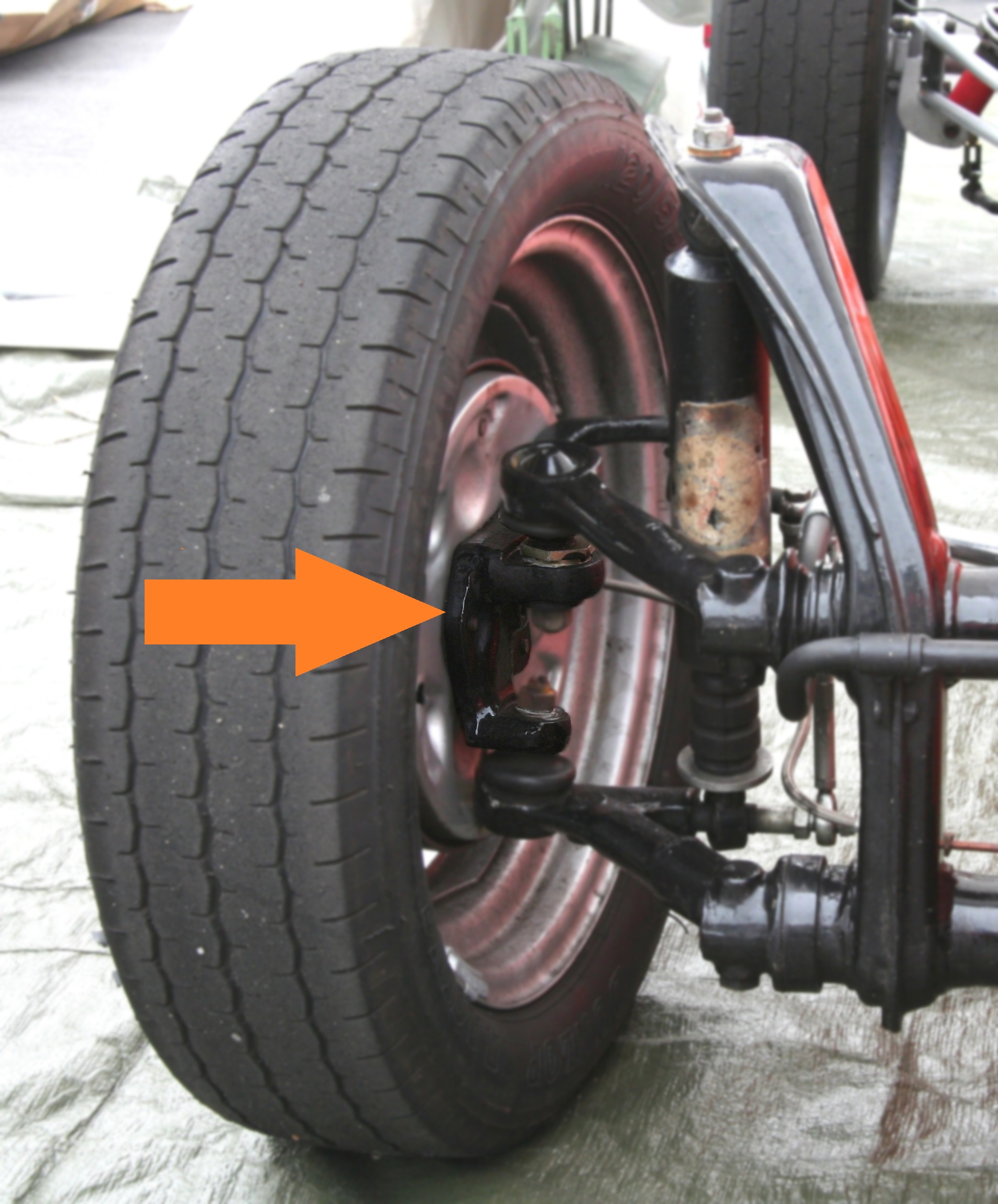
Einzel-Radaufhängung mit zwei Längslenkern einer Formel-V-Vorderachse

Der Übergang zu Kugelgelenken zwischen Lenkern und Radträger (siehe nebenstehende Abbildung der Formel-V-Vorderache) zeigt die Entwicklung bei modernen Radaufhängungen. Die Lenkachse ist nicht mehr durch ein materielles Bauteil gegeben (Achsschenkelbolzen), sondern durch die Verbindung der beiden Kugelgelenke.
Diese Entwicklung geht durch die Auflösung der unteren Lenkerebene in einzelne Stablenker weiter zur virtuellen Spreizachse, bei der auch einer der beiden die Lenkachse bestimmenden Punkte immateriell ist. Der Lenkrollradius und der Stoßradius können auf diese Weise auch für den durch zunehmende Motorleistung erforderlichen größeren Raum für die Scheibenbremse klein bleiben. Der Begriff Achsschenkel wird durch den allgemeineren Begriff Radträger abgelöst.

## Weitere Anschlussstellen am Achsschenkel
Das Anschlussstück des Achsschenkels enthält außer Lagerstellen für die schwenkbare Radaufhängung auch Befestigungsstellen
- für die gelenkige Verbindung mit der Spurstange und
- für den Bremssattel bei Scheibenbremsen oder für die Ankerplatte bei Trommelbremsen.